# احمد بن محمد مقری
ابوالعباس احمد بن محمد مَقَّری (به انگلیسی: Abu-l-'Abbas Ahmad ibn Mohammed al-Maqqari or Al-Makkari) (حدود ۱۵۷۸–۱۶۳۲)، مورخی از تِلِمسان واقع در الجزایر امروزی، وی پس از آموزش مقدمات به فاس در مغرب و در پی آن همراه دربار احمد المنصور، که کتاب خود روضة الاس العاطرة الانفاس، دربارهٔ علمای مراکش و فاس را پیشکشش کرده بود به مراکش رفت. در پی مرگ المنصور به سال ۱۶۰۳ مقیم فاس شد و جانشین و پسر منصور، زیدان ابوالمعالی (زیدان بن احمد المنصور بن محمد الشیخ، معروف به "زیدان السعدی " و مُکَنّیٰ به ابوالمعالی، از ملوک دولت اشراف السعدیین) در سال ۱۶۱۸همزمان مفتی و امام مسجد قراویین‌اش کرد هر چند در همان سال و احتمالاً بر اثر جنگ و ستیز میان سعدیون از فاس خارج و عازم زیارت مکه شد.